# Pubblicità televisiva
La pubblicità televisiva è un tipo di pubblicità veicolata dalla televisione.

## Tipologie di pubblicità televisiva
La forma classica di pubblicità televisiva è rappresentata dallo spot, ossia un breve filmato della durata di 30 secondi (meno frequentemente multipli o sottomultipli di questo tempo).
Altre possibili forme di pubblicità televisiva sono:
- Inspot
- Televendita
- Trailer
- Videoclip

Un caso particolare (sebbene non necessariamente prerogativa del medium televisivo) è rappresentato dalla pubblicità indiretta.

## Esordio della pubblicità televisiva statunitense
Il primo spot televisivo della storia va in onda nel 1941 negli Stati Uniti d'America sulla WNBT (emittente locale della NBC) di New York: si tratta di un comunicato che pubblicizza un orologio della Bulova. Dura 10 secondi e costa 4 dollari.
A partire dal secondo dopoguerra la strategia pubblicitaria più diffusa è quella delle sponsorizzazioni dei programmi televisivi, operata in varie forme. Tale strategia, tuttavia, entra ben presto in crisi a causa dei crescenti costi di produzione, dell'eccessiva ingerenza degli sponsor sul contenuto delle trasmissioni, e di alcuni scandali legati a quiz truccati.
Gli anni sessanta vedono un progressivo rifiorire degli spot pubblicitari classici (seguendo un po' l'idea degli annunci pubblicitari sulla carta stampata: brevità e incisività) e la nascita del concetto di audience.
Gli anni successivi sono caratterizzati da una progressiva massimizzazione degli spot televisivi, con un culmine durante gli anni ottanta.

## Storia della pubblicità televisiva italiana

### La Sipra e Carosello
La pubblicità arrivò nella televisione italiana il 3 febbraio del 1957. Gli inizi della pubblicità alla Rai furono piuttosto timidi: le comunicazioni pubblicitarie erano riservate a un'unica trasmissione serale della durata di 10 minuti, collocata tra il telegiornale e il programma di prima serata: Carosello. Si pensò che una massiccia dose di pubblicità televisiva avrebbe potuto danneggiare gli altri mezzi (giornali, cinema, manifesti, eccetera) che traggono le proprie risorse, in parte o del tutto, dalla vendita di spazi pubblicitari; ma la trasmissione fu un grande successo e diventò anche occasione di sperimentazione di linguaggi e personaggi, nonché un fenomeno di costume.
La rubrica pubblicitaria Carosello è costituita da quattro brevi episodi che vanno in onda alle 20:50, ciascuno con uno o più testimonial noti al pubblico: La sicurezza del traffico (con Giovanni Canestrini), Un personaggio per voi (con Mike Bongiorno), Quadrante alla moda (con Mario Carotenuto), L'arte del bere (con Carlo Campanini). Carosello contiene un numero limitato di messaggi pubblicitari di una lunghezza che oggi sarebbe fuori dal budget di qualunque investitore pubblicitario: 2 minuti e 15 secondi. Al suo interno si raccontavano vere e proprie storie da cui escono modi di dire e personaggi celebri: dal celeberrimo "Ava, come lava!" pronunciato dal pulcino Calimero, a un irrimediabilmente calvo commissario Rock (interpretato da Cesare Polacco, che, dopo aver indotto i malfattori a tradirsi, conclude con la fatidica frase, in risposta alla voce fuori campo che commenta: "Commissario, ma lei non sbaglia mai!" con un "Non è esatto: anch'io ho commesso un errore, non ho mai usato brillantina Linetti". Anche personaggi molto noti prestano il loro volto per Carosello: Gino Bramieri, Ernesto Calindri, Lia Zoppelli, e persino il grande Totò, sia pure in una sola occasione.

Cesare Polacco in un Carosello Tricofilina del 1959

In particolare lega la sua fama a Carosello Ernesto Calindri, con i caroselli dei noti amari digestivi "China Martini" e "Cynar". In particolare è possibile citare il carosello della China Martini, per la quale Calindri interpreta delle scenette assieme all'amico e collega Franco Volpi. In tale pubblicità i due attori vestono i panni di due gentiluomini dell'Ottocento (un ricco borghese Calindri, un ufficiale in uniforme Volpi) che commentano gli avvenimenti e le novità finendo sempre col dire Düra minga!, cioè "non dura mica" in dialetto milanese. "Fino dai tempi dei Garibaldini" resta, con la sua musichetta, nell'orecchio di tutti gli italiani. Nel 1966 inizia la serie di filmati pubblicitari per il Cynar, noto aperitivo/digestivo a base di estratti di carciofo, che legherà indissolubilmente il nome di Calindri al liquore addirittura fino al 1984, rendendo lo slogan: "Contro il logorìo della vita moderna".
Sulla falsariga di Carosello anche la seconda rete Rai adottò una trasmissione pubblicitaria a episodi collegati all'interno di un quadro di cartoni animati: Intermezzo. Il 15 dicembre 1979 nacque Rai 3, la quale cominciò a trasmettere pubblicità dal 6 marzo 1983.
La gestione degli spazi pubblicitari è affidata alla Sipra (Società Italiana Pubblicità Radiofonica e Affini), una società fondata nel 1926, con partecipazione maggioritaria dell'IRI e della RAI, con lo scopo di raccogliere e gestire i proventi pubblicitari per la radio. Con l'avvento della televisione questa società conosce un grande sviluppo; ogni ciclo di spot costa circa 1 milione e mezzo di lire e la produzione è affidata completamente ai privati, ma con la supervisione della Sipra stessa, che può decidere sulla messa in onda o meno del ciclo e che, quindi, esercita un vero e proprio potere discrezionale sulle aziende inserzioniste.

Enzo Tortora nel Carosello Durban's Adamo ed Eva 1959

Ma l'importanza che assunse la Sipra per il mondo politico è legata al poco spazio destinato alla pubblicità televisiva dalla RAI, di gran lunga inferiore a quanto le imprese sono disposte a investire. La legge di riforma della RAI del 1975 stabilisce (art. 21) che gli spazi pubblicitari non possano superare il tetto del 5% del tempo di trasmissione totale. Inoltre, la forte sproporzione tra domanda e offerta di spazi pubblicitari non può essere equilibrata dal libero gioco del mercato, perché le tariffe pubblicitarie della RAI sono determinate da accordi tra il governo e gli editori di giornali e vengono tenute basse, al di sotto del prezzo di mercato, sempre per non danneggiare gli altri mezzi di comunicazione.
Così la Sipra, grazie al meccanismo del «minimo garantito» e al sistema del "traino", in modo del tutto arbitrario, gestiva anche la pubblicità non televisiva, pilotando la concessione di spazi pubblicitari verso veicoli pubblicitari poco appetibili come, ad esempio, alcuni giornali di partito. Non riuscendo a procurare l'eccessiva pubblicità garantita a certe testate, la Sipra ricorre a una sorta di ricatto: ammette a far pubblicità in radio o in televisione quelle aziende che accettano di stipulare contratti pubblicitari con giornali o riviste.
(Renzo Zorzi, presidente dell'UPA, l'associazione che riunisce oltre 400 aziende che fanno l'80% della pubblicità circolante in Italia.)
(Alberto Vitali, presidente dell'OTEP, associazione d'una cinquantina di agenzie di pubblicità.)
In un sistema monopolistico, i clienti vengono messi, da parte della Sipra, nella spiacevole condizione di "prendere o lasciare". Le richieste sono così numerose che, se un'azienda rinunciasse, altre dieci si presenterebbero per sostituirla. Quindi la Sipra "vince" sempre. Analogamente, molte aziende devono vedersi destinare la propria pubblicità su spazi per i quali non hanno interesse.
La Sipra è accusata di finanziare, tramite questo sistema, i partiti in maniera occulta. Infatti, nel paniere delle testate gestite dalla Sipra ci sono, fino alla fine di fatto del monopolio, organi ufficiali di partito: Il Popolo della Democrazia Cristiana, l'Unità e Rinascita del partito comunista, Avanti! e Mondoperaio del Partito Socialista Italiano, l'Umanità del Partito Socialista Democratico Italiano e L'Opinione del partito liberale; la pubblicità in esubero nel sistema televisivo indirizzata verso queste testate favorisce economicamente i partiti interessati.

### L'avvento delle TV locali
La rottura del monopolio televisivo è determinata da una storica sentenza della Corte Costituzionale del 1976 su una vertenza instaurata da Telebiella, piccola televisione via cavo fondata dall'ex regista della Rai Peppo Sacchi.
Sempre a Biella il mobilificio Aiazzone inizia una campagna pubblicitaria per la consegna di mobili di prezzo non elevato, ma senza pretese di qualità: "Iva trasporto montaggio inclusi nel prezzo con consegna gratuita in tutta Italia, isole comprese".
L'invito ossessivamente ripetuto da Guido Angeli è a presentarsi in una delle sedi di Aiazzone a suo nome, per saggiare di persona la qualità del mobilio. "Provare per credere" e il relativo gesto della mano di Angeli simpaticamente definito "Il San Tommaso del truciolato", oltre che l'espressione "Dite che vi manda Guido Angeli" entrano nel vocabolario e negli usi quotidiani degli italiani.
È un modo nuovo e inusuale di messaggio commerciale televisivo, indirizzato a un pubblico di target medio-basso, per lo più proveniente da quella stessa provincia italiana, quella provincia "telesociologicamente" alla ribalta in quegli anni grazie alla trasmissione Portobello. Il linguaggio usato negli spot è semplice ma al tempo stesso molto diretto e accattivante: il sabato i visitatori sono invitati a pranzo e a cena dagli stessi arredatori, che sono disposti a venire gratuitamente a casa dei clienti a prendere le misure.
Il fenomeno dilaga in tutta Italia: gli spot Aiazzone vanno in onda su emittenti locali di tutta Italia. Un nugolo di mobilifici concorrenti imboccano la stessa strada, commercialmente così interessante. Sembra proprio che questa strada spontaneistica e così poco rispettosa delle regole canoniche del marketing debba affermarsi e con essa una pletora di piccole emittenti a respiro provinciale o al massimo regionale, sotto l'influsso di alcuni imprenditori di prodotti a grande consumo.
Il punto di svolta è la morte di Giorgio Aiazzone, dovuta a un incidente aereo. La sua impresa in breve va in crisi e anche la formula da lui inventata. Nonostante che noti critici televisivi abbiano sottolineato come negli anni novanta od oggi ci siano mobilifici che si ispirano chiaramente nelle loro pubblicità televisive alla "filosofia" Aiazzone, nessun anchorman o nessun mobilificio è riuscito a replicarne lo strepitoso successo.

### Publitalia '80
La creazione di Publitalia '80 è la risposta a un flop: Telemilano 58 ha scelto come propria concessionaria Publiepi, una concessionaria legata al gruppo San Paolo, che non è riuscita a raggiungere risultati adeguati secondo gli obiettivi prefissati da Silvio Berlusconi. L'imprenditore di Milano 2, allora, decide di fondare una sua agenzia. Publitalia inizia subito ad avere successo: nel 1980, appena nata, raggiunge 12 miliardi di fatturato e l'anno successivo tocca i 78 miliardi di lire.
La nuova concessionaria di pubblicità sconvolgeva tutte le regole portando sul mercato degli spazi pubblicitari tre innovazioni di rilievo: 
Publitalia 
- andava a ricercare i potenziali clienti
- non poneva grossi limiti quantitativi e proponeva sconti e incentivi
- alla sua base non vi erano agenti che lavoravano a percentuale, ma squadre di consulenti ben formati

La Sipra, per via del monopolio, è abituata ad aspettare che i propri clienti arrivino alla concessionaria solo tramite le agenzie. I funzionari commerciali di Publitalia, invece, andando a scovare i possibili clienti, sollecitandoli con offerte spesso personalizzate e proponendo differenti combinazioni e sconti, consentono di scavalcare le agenzie, il che fa entrare nel circuito della pubblicità una larga parte di quelle aziende, formatesi nell'espansione imprenditoriale degli anni settanta, che prima erano state escluse, garantendosi per sé questo tipo di clientela.
Nel regime monopolistico della Sipra dominano i prezzi fissi, Publitalia fa sì che il mercato pubblicitario statico e senza inventiva diventi fantasioso, estroverso e complicato. Questo nuovo modo di porsi stuzzica gli investitori abituati ad avere contatti con il sistema rigido della Sipra, ad esempio, è introdotto l'inedito metodo delle royalty: con l'azienda che ha stanziato un certo investimento, Publitalia concorda determinati obiettivi di vendita per i quali verifica, con propri controlli, la fattibilità in termini di distribuzione e l'efficacia di vendita; poi stima il volume di pubblicità televisiva necessario per raggiungere gli obiettivi e fornisce gli spazi occorrenti per colmare la differenza tra copertura ottenibile con l'investimento fissato dall'azienda e la copertura ottimale calcolata. Se le vendite superano gli obiettivi fissati, l'azienda riconosce alla concessionaria una percentuale progressiva sulle vendite; se, invece, la soglia non viene raggiunta, gli spazi pubblicitari restano gratuiti. Un simile metodo per il mercato italiano è una novità sconvolgente e molti investitori si rivolgono a Publitalia.
L'organizzazione interna, basata su squadre di consulenti ben formate secondo i principi del marketing e secondo le nuove tecniche d'analisi del mercato, consente a Publitalia di attuare tutte le novità di cui è portatrice.
Grazie a Publitalia, Berlusconi vince la concorrenza di Rusconi e Mondadori e intacca sostanzialmente il monopolio esercitato dalla Sipra nel mercato della pubblicità e quindi quello della RAI nell'ambito televisivo, ma al tempo stesso Publitalia riforma il sistema e ripropone il modello accentratore: la raccolta pubblicitaria viene compiuta a livello nazionale, gli investitori sono le grandi aziende nazionali, non viene stimolata la domanda decentrata né la collaborazione tra rivenditori, concessionari, ecc…
In questo modo Publitalia e Sipra tolgono alle emittenti televisive locali qualsiasi possibilità di affrancarsi dal loro controllo e di poter contare su di un sufficiente patrimonio di ordini d'acquisto.
Publitalia rappresenta lo strumento che consente l'affermazione delle reti Fininvest e che, alla fine, determina l'immobilismo del mercato radiotelevisivo attraendo, assieme alla Sipra, tutte le risorse disponibili e quindi rendendo impossibile l'avvento di nuovi concorrenti. Ma mentre la RAI e quindi la Sipra, hanno subìto delle restrizioni e hanno avuto dei limiti per le imposizioni normative, Publitalia si è sviluppata ed espansa liberamente tanto che la concessionaria di Fininvest (oggi Mediaset), è stata più volte accusata di posizione dominante. Secondo dati UPA, Publitalia mantiene, infatti, una quota di mercato pari al 40%.
La principale concessionaria di pubblicità diviene decisamente Publitalia '80. Nel 2000 ha raggiunto un fatturato di 4.844 miliardi di Lire, pari a poco più di 2.500 milioni di euro, quasi il doppio di quello della Sipra che era di 2.800 miliardi di lire (1.446 milioni di euro).
Senza guardare a Publitalia non si riesce a comprendere come un imprenditore, per quanto bravo, sia riuscito a insidiare il primato consolidato della RAI e a strutturare a proprio vantaggio il mercato televisivo.

### Gli anni ottanta e novanta
Il successo delle televisioni commerciali moltiplica il numero degli spot.
Al centro degli spot c'è una story, di solito basata su una famiglia che consuma o usa il prodotto reclamizzato.
Tra le tante "telefamiglie" protagoniste di spot televisivi assai importante fu quella del Mulino Bianco. In questo spot era rappresentato il vissuto quotidiano di una famiglia composta da madre, padre e due figli biondi, un maschio e una femmina, che erano sempre felici e andavano volentieri a scuola, o facevano i compiti.
Questa immagine della famiglia, mitizzata e assai lontana dalla realtà, non abitava in un bicamere più servizi di un grigio palazzone alla periferia di qualche città italiana, ma in un "Mulino Bianco" immerso in sconfinati campi di grano.
La famiglia archetipo del Mulino bianco viene filmata in varie fasi della giornata, tutte molto diverse da quelle vissute dalla gran parte delle famiglie italiane alle quali il "messaggio" è destinato. Il risveglio, ad esempio, è agli antipodi rispetto a quello del rag. Fantozzi nei suoi film, che si può riassumere nei versi "sveglia e caffè, barba e bidè, presto che perdo il tram".
Qui al contrario la famiglia viene svegliata dal canto del gallo e dai primi raggi del sole che filtrano attraverso le persiane. Le facce sono rilassate e tutti si avviano di corsa a fare colazione ovviamente a base dei prodotti del Mulino bianco.
I bambini poi si avviano a scuola saltellando, con in spalla le loro cartelle leggerissime, mentre il padre, un quarantenne con la faccia e fascino da divo di Hollywood, li segue in bicicletta.
Il mulino in cui viene girato lo spot è un edificio realmente esistente a Chiusdino, in provincia di Siena. Negli anni ottanta e nei primi anni novanta, in seguito all'immensa popolarità raggiunta, diviene anche un'attrazione turistica, con molti che la domenica si recano a visitarlo.
I titoli di coda degli anni ottanta, da un punto di vista pubblicitario scorrono dopocena, nella famosa pubblicità del digestivo Amaro Ramazzotti. Da semplice slogan a notissima frase che identifica un'intera era sociopolitica di una città, il passo è breve per le tre parole "Milano da bere".
Negli anni seguenti, complici anche i profondi cambiamenti della società, sparisce la classica famigliola di 2 genitori e 2 figli in cui ambientare la story. Single, anziani, immigrati e persino velatamente coppie di fatto ottengono la ribalta degli spot televisivi. La liberalizzazione della telefonia fissa, e la forte concorrenza di operatori di telefonia mobile, faranno nascere pubblicità martellanti su un genere che fino a pochi anni prima era in regime di rigido monopolio.

### La crisi del modello pubblicitario
Il modello pubblicitario che sembrava destinato ad espandersi in modo infinito, andò poi in crisi. Ad esempio l'eccesso d'interruzioni durante la proiezione dei film, fece introdurre delle limitazioni.
Ma era l'intero sistema che veniva contestato: sorse, come idea alternativa, una televisione senza spot pubblicitari, ma che abbandonava il concetto di gratuità delle televisioni commerciali, per introdurre un canone privato di abbonamento o la formula del pay per view.
Si pensava essenzialmente a due settori: i film (essenzialmente al posto del "vecchio" noleggio delle cassette o del più moderno DVD) e il calcio. L'effetto dirompente di Calciopoli, con la squadra più seguita retrocessa in serie B ha scombussolato i piani commerciali.
Il futuro, quindi, potrà presentare ancora delle sorprese, magari con parziali ritorni al passato. Ad esempio, in alcune trasmissioni, come La bustarella, ripresa su Antenna 3, si è ritornati alla vecchia formula non dello spot televisivo, ma dei premi offerti dagli sponsor e annunciati dalla valletta. Da qualche anno si stanno sperimentando nuovi modelli o linguaggi per la pubblicità sulle TV generaliste, ad esempio stanno avendo sempre più spazio le tecniche del 3D e del CGI.

## Aspetti giuridici

### Limitazioni alla pubblicità televisiva in Italia
Il tetto del 6% di spot pubblicitari rispetto al tempo globale delle trasmissioni giornaliere, è stato considerevolmente elevato nel tempo. Attualmente, il limite è al 18% della programmazione oraria. Un emendamento della stessa legge Gasparri prevede lo scorporo della televendita dall'attività pubblicitaria. Per tal motivo le televendite non sono più soggette a questo limite.

### Pubblicità indiretta nella televisione italiana
La legislazione italiana vietava espressamente la pubblicità indiretta in televisione. Il fondamento di tale normativa veniva di solito individuata nel bisogno etico di vietare la pubblicità occulta, perché danneggia il rapporto con lo spettatore.
L'Unione europea, in sede di revisione della direttiva «Televisione senza frontiere» voleva, invece, rivedere questa posizione e contemplare settori, come le fiction, dove la pubblicità indiretta potesse essere ammessa.
Nel dibattito, la posizione delle agenzie di pubblicità era a favore di mantenere il divieto, poiché proprio in virtù di tale divieto esse si erano ritagliate un ruolo insostituibile di intermediazione nella creazione e gestione degli spot pubblicitari.
Nel dicembre 2006 il Parlamento Europeo ha dato parere favorevole al testo della nuova direttiva, che permette un'interruzione pubblicitaria ogni 30 minuti, e consente la pubblicità indiretta. Essa in Italia è stata recepita nel 2010 con una modifica al Testo unico sulla radiotelevisione.

## Pausa pubblicitaria
Gli spot televisivi, almeno in Italia, non compaiono mai isolatamente durante un programma ma sono sempre raggruppati insieme, in un numero variabile, e vanno a costituire le cosiddette "pause pubblicitarie" (o anche "break pubblicitari"). E questo non è dovuto a una strategia di marketing, ma al semplice fatto che c'è una legge che lo impone.
Tuttavia l'obbligo di organizzare il palinsesto televisivo in maniera tale che la pubblicità venga contenuta in spazi circoscritti è in auge anche in moltissimi altri paesi, sebbene ciascuno di essi solitamente abbia le proprie regole. Ad esempio negli Stati Uniti, in media, il numero degli spot per blocco pubblicitario è più basso che in Europa, ma i blocchi sono molto più frequenti; in Italia un break pubblicitario è costituito (indicativamente) dai 7 ai 14 spot, e tale numero varia a seconda della fascia d'ascolto, del programma in cui è inserita l'interruzione, dell'emittente televisiva, eccetera.
Questa convenzione ha dato vita a tutta una serie di ricerche scientifiche che si sono poste l'obiettivo di studiare quale tipo di impatto può avere l'organizzazione dell'intero blocco pubblicitario sui singoli spot. In particolare è stato studiato l'effetto dell'interruzione pubblicitaria sulla memoria degli spot, ovvero su ricordo e riconoscimento dei medesimi.
La memoria è un aspetto cruciale della psicologia della pubblicità, in quanto la memoria è considerata il primo gradino, o meglio una condizione necessaria sebbene non sufficiente, nel determinare l'efficacia della pubblicità. Dove per pubblicità efficace s'intende in prima accezione una réclame in grado di creare goodwill (e cioè un atteggiamento positivo, benevolenza, amicizia, simpatia) nei confronti di un prodotto o di una marca, e quindi capace di evocare il desiderio, la convinzione che il prodotto reclamizzato rappresenti una soluzione valida e desiderabile, anzi la migliore delle soluzioni possibili. E quindi stimolare una propensione al consumo o prima ancora un'intenzione all'acquisto.
Il principio di fondo secondo il quale le memoria è da considerarsi un elemento base è molto semplice: ad una persona dovrà pur rimanere qualcosa in mente dell'annuncio pubblicitario che ha appena visto ("aspetti formali", "prodotto" e "marca" reclamizzati). Il fatto che una pubblicità venga rammentata non significa che poi sia anche efficace, ma se una pubblicità non viene neppure rammentata certamente non sarà efficace.
Ovviamente gli studi sulla memoria non sono gli unici, sebbene storicamente gli esperimenti su ricordo e riconoscimento siano tra i metodi elettivi impiegati in ambito di copytesting.
Al fine di descrivere indicativamente le dinamiche del break pubblicitario ci si limiterà, in ogni caso, a mettere in evidenza solo l'effetto sulla memoria.

### Durataspot
Più uno spot è lungo, più probabilità ha di essere appreso e quindi ricordato. Ciò è coerente con l'"ipotesi del tempo totale", secondo la quale l'ammontare di quanto appreso è una funzione diretta del tempo investito nell'apprendimento. Spot più lunghi hanno più opportunità di essere seguiti e di essere assimilati, aumentando quindi la possibilità di apprendimento da parte dello spettatore.
Ma non si deve esagerare con la quantità di informazioni: una persona non può assimilare più di una limitata quantità di informazioni in quella che comunque rimane pur sempre una breve quantità di tempo, in special modo se questa persona non è molto interessata o non riesce a comprendere bene uno spot. In definitiva maggiore è la quantità d'informazione presentata in un breve lasso di tempo e minore è la quantità di ricordo che ci si aspetta.

### Posizione seriale spot
Il ricordo di uno spot all'interno di un blocco pubblicitario è determinato dalla sua posizione seriale. Tale posizione seriale è definita a sua volta da due parametri:
- la posizione seriale ordinale: spot posti all'inizio vengono ricordati meglio, perché subiscono solo un'interferenza retroattiva da parte del resto del blocco (effetto Primacy); anche gli spot posti alla fine vengono ricordati meglio, perché subiscono solo un'interferenza proattiva da parte del resto del blocco (effetto Recency); spot posti nel mezzo vengono ricordati peggio perché subiscono sia l'interferenza retroattiva sia quella proattiva;
- la posizione seriale timelag (cioè il tempo trascorso dall'inizio dell'interruzione pubblicitaria): via via che trascorre il tempo diminuisce anche l'attenzione e conseguentemente la capacità di rammentare ("teoria del decremento dell'attenzione") – questo effetto, sebbene non si registri in condizioni di laboratorio, dove di solito il livello di attenzione è piuttosto alto e uniforme, è particolarmente comune in condizioni naturali, poiché i telespettatori tendono ad essere più interessati ai programmi che non alla pubblicità.

Presi assieme questi due fenomeni fanno sì che si abbia una curva ad U della traccia mnestica dello spot in relazione al trascorrere del tempo, ma dove il primo picco è più alto dell'ultimo.

### Quantità spot
Maggiore è il numero degli spot in un blocco e peggiore è il ricordo, dal momento che aumenta sia l'impatto dell'effetto primacy e dell'effetto recency da parte degli altri spot, sia l'impatto del decremento dell'attenzione.

### Lag effect
Il ricordo è superiore quando due presentazioni successive dello stesso oggetto sono frammiste da altri oggetti. Inoltre l'effetto aumenta quando tra le due ripetizioni sono presentati altri oggetti ancora. Un oggetto in questo caso può essere uno spot o un elemento della pubblicità o un elemento del programma. Le spiegazioni ipotetiche a questo fenomeno che prende il nome di lag effect sono almeno tre:
- la prima parla di "carente consolidamento della prima presentazione": per poter integrare un oggetto sarebbe necessario del tempo tra due presentazioni successive, e ciò non avverrebbe quando una seconda esposizione segue troppo da vicino la prima;
- la seconda parla di "carente apprendimento della seconda presentazione": il riconoscimento o l'identificazione e le risposte ad un oggetto la prima volta che esso è presentato non sarebbero necessari se questo ritorna immediatamente. Ciò darebbe come esito una minor codifica di oggetti che vengono presentati in maniera concentrata;
- la terza parla di "variabilità della codifica": l'apprendimento di un oggetto migliorerebbe in maniera direttamente proporzionale alla distanza che c'è all'interno del contesto nel quale sono state incontrate e dunque codificate le presentazioni successive di tale oggetto.

Sempre in relazione al break pubblicitario vi sono poi ulteriori aspetti da tenere in considerazione, stavolta più legati alle abitudini dei telespettatori, al tipo di comportamento che essi adottano nei confronti della pubblicità in generale, e nei confronti dei beni reclamizzati in particolare.

### Zapping
Un importante fenomeno che caratterizza spesso tanto la pubblicità televisiva è rappresentato dal cosiddetto zapping, ossia quella pratica diffusa di cambiare canale non appena arriva la pubblicità. In realtà tale termine ha una definizione operativa un po' più ampia di quella appena esposta poiché per zapping s'intende anche il lasciare fisicamente la stanza quando c'è la pubblicità, così come il concentrarsi su qualcos'altro come ad esempio una conversazione o una semplice operazione domestica.
Solitamente le pubblicità in cima e in fondo al break pubblicitario hanno minor possibilità di essere falcidiate dallo zapping per ovvi motivi: quelle in cima perché vi è comunque un tempo di reazione fisiologico tra il momento in cui si percepisce che è iniziata la pubblicità e il momento in cui si preme il tasto del telecomando per cambiare; quelle in fondo perché vi è una tendenza a tornare in anticipo al canale appena lasciato per non rischiare di perdere la parte successiva del programma, specialmente se questo è seguito con interesse.
In ogni caso quella dello zapping tende ad essere una pratica più diffusa durante la prima ora del programma che non successivamente.
Da tener conto poi che gli spot già visti sono più soggetti allo zapping poiché la capacità di una stessa réclame di fornire informazioni nuove e utili andrebbe incontro a un progressivo decremento: all'inizio un'esposizione progressiva a uno spot avrebbe un effetto positivo, ma oltre un certo limite (circa 14 esposizioni) tale effetto diventerebbe sempre più negativo consumando l'interesse e aumentando lungo una curva a J la probabilità d'innescare lo zapping.
Addirittura, secondo alcuni studi, pare che le pubblicità interrotte da uno zapping abbiano più probabilità di essere efficaci, rispetto a quelle che sono state viste per intero, relativamente all'impatto che possono avere nel determinare la scelta di una marca piuttosto che un'altra. Questo perché vi sarebbe un innalzamento del livello di attenzione verso la TV al momento dell'interruzione volontaria. Ma in linea di massima lo zapping è ritenuto in pubblicità una variabile negativa. Solo per fare un esempio: una delle tecniche utilizzate per far fronte a questo problema è quella del roadblocking, cioè il mandare i break pubblicitari su tutti i canali nello stesso momento.
È bene comunque avere sempre presenti due regole generali: lo zapping dipende dal telespettatore, perché non tutti i telespettatori si comportano allo stesso modo; lo zapping dipende dal programma in questione, perché non tutti i programmi ricevono lo stesso trattamento.

### Ore di TV
È utile tenere in considerazione il numero di ore di televisione viste al giorno, poiché il ricordo della pubblicità sarebbe correlato col tempo passato quotidianamente davanti alla TV.

### Cliente
È utile tenere in considerazione il fatto di essere clienti o meno della ditta reclamizzata, poiché il riconoscimento della marca sarebbe il 30% più alto tra i clienti rispetto ai non clienti di una data marca.

### Intenzione d'acquisto
È utile tener conto dell'intenzione d'acquisto, poiché il riconoscimento della marca sarebbe correlato positivamente con l'inclinazione a voler comprare il prodotto reclamizzato.